# カンバーランド
カンバーランド (英語: Cumberland) は、12世紀から1974年まで行政機能を持っていたノース・ウェスト・イングランドの歴史的カウンティである。北東は歴史的カウンティのノーサンバーランド、東はカウンティ・ダラム、南東はウェストモーランド、南はランカシャー、北はスコットランドのダンフリースシャーとロクスバーグシャーに接している。1889年から1974年まで行政カウンティを形成し（1914年からはカーライルを除く）、1974年にウェストモーランド、ランカシャー、ヨークシャーの一部と統合され、現在はカンブリアの一部となっている。2023年4月に、カンブリアの地方政府は2つの単一自治体に再編成される。そのうちの1つはカンバーランドと名付けられ、ペンリスとその周辺地域を除いて、歴史的カウンティのほとんどが含まれる。

## 初期の歴史
中世前期、カンブリアはヘン・オグレッド、または「オールド・ノース」のストラスクライド王国の一部で、その人々は現在カンブリア語と呼ばれるブリソン諸語を話していた。「カンバーランド」という用語の最初の記録は945年に登場し、アングロサクソン年代記は、この地域がイングランドのエドマンド1世によってアルバの王（スコットランド）マルカム1世に割譲されたと記録された。ウェールズの固有のウェールズ語である「Cymru」と同様に、「Cumberland」および「Cumbria」という名前は、元々「同胞」を意味していた共通ブリソン語のkombrogesに由来している。
ドゥームズデイ・ブック（西暦1086年）の時点では、ノーサンブリア伯爵の所有物であったミロム周辺のいくつかの村がヨークシャーに組み込まれていたが、将来のカウンティのほとんどはスコットランドの一部だった。
西暦1092年、イングランドのウィリアム2世がカーライル地域に侵入し、開拓者を入植させた。彼はカーライル伯爵を創設し、ラヌルフ・ル・メシンに領地を与えた。1133年、カーライルは伯爵領の領域と大部分が同じである新しい教区の教区長に任命された。しかし、1135年にイングランドのヘンリー1世が亡くなると、この地域はスコットランドのデイヴィッド1世によって奪還された。彼は権力を固めることができ、カーライルを彼の政府の主要な議席の1つにしたが、イングランドは長い内戦に陥った。カンブリア語は12世紀に消滅したと考えられている。
この地域は、1157年にイングランドのヘンリー2世が（スコットランドのマルカム4世から）この地域を獲得したときに、イングランドの国家に戻った。

## 地理
12世紀に形成された境界は、カウンティが存在する間、実質的に変更されることはなかった。4つのイングランドの歴史的カウンティとそれが国境を接する2つのスコットランドのカウンティがある：東にノーサンバーランドとカウンティ・ダラム、南はウェストモーランド、南西はランカシャーのファーネスの一部、北はダンフリースシャー、北東はロクスバーグシャー。
西は、カウンティはソルウェー湾とアイリッシュ海に囲まれている。

## 遺産
この名前は、地理的および文化的な用語として使用され続けており、カンバーランド・ソーセージ、HMS カンバーランド、カンバーランド・フェル・ランナーズクラブ、カンバーランド・アスレチッククラブなどの各種団体・企業、地元の新聞カンバーランド・ニューズ、ウェスト・カンバーランド・タイムズ＆スター、カンバーランド・ビルディング・ソサエティなどに残っている。マルコム王子に与えられた王国としてマクベスにも言及されている。